# NGC 5731
NGC 5731 ist eine 13,3 mag helle Spiralgalaxie vom Hubble-Typ Sbc im Sternbild Bärenhüter. Sie bildet zusammen mit NGC 5730 eine gravitationell gebundene und wechselwirkende Doppelgalaxie und ist auf Grund ihrer nahezu identischen Radialgeschwindigkeit ebenfalls 118 Millionen Lichtjahre von der Milchstraße entfernt. 
Sie wurde zusammen mit NGC 5730 am 9. April 1787 von Wilhelm Herschel mit einem 18,7-Zoll-Spiegelteleskop entdeckt, der sie dabei mit „Two. Both vF, vS, E in different directions, 2 or 3′ distant in parallel, each south of a small star“ beschrieb.
Auf Grund eines Fehlers in Herschels Positionsangabe führte die Beobachtung von Lewis A. Swift am 1. September 1888 unter IC 1045 zu einem Eintrag im Index-Katalog; mit korrekter Beschreibung, jedoch ebenfalls mit fehlerhafter Position. Neue Untersuchungen legen jedoch nahe, dass es sich bei dem von Swift beobachteten IC-Objekt um die Galaxie PGC 52995 handeln könnte.